# Megacricetodontidae
Famille
Les Megacricetodontidae forment une famille de rongeurs fossiles.

## Liste des genres
Selon Paleobiology Database (15 avril 2015) :
- genre Megacricetodon